# Nuoto ai Giochi della III Olimpiade - 100 iarde stile libero
Le 100 iarde stile libero erano una delle nove gare del programma di nuoto dei Giochi della III Olimpiade di Saint Louis, presso Forest Park. Si svolse il 6 settembre 1904. Questa era una delle sei gare in stile libero e fu una delle due volte in cui si disputò una competizione in questa distanza. Vi parteciparono nove nuotatori, provenienti da due nazioni.

## Risultati
Il primo turno di divideva in due semifinali. I primi tre classificati di ogni semifinale si qualificavano per la finale.
I nomi dei non classificati sono sconosciuti, ma Ray Thorne, Edwin Swatek e Bill Orthwein sono nominati come possibili atleti da de Wael.

### Semifinali

#### I Semifinale
| Posizione | Atleta        | Paese       | Tempo  |
| --------- | ------------- | ----------- | ------ |
| 1         | Zoltán Halmay | Ungheria    | 1'06"2 |
| 2         | Scott Leary   | Stati Uniti | ---    |
| 3         | David Hammond | Stati Uniti | ---    |
| 4         | Sconosciuto   |             | ---    |
| 5         | Sconosciuto   |             | ---    |

#### II Semifinale
| Posizione | Atleta          | Paese       | Tempo  |
| --------- | --------------- | ----------- | ------ |
| 1         | Charlie Daniels | Stati Uniti | 1'07"4 |
| 2         | David Gaul      | Stati Uniti | ---    |
| 3         | Budd Goodwin    | Stati Uniti | ---    |
| 4         | Sconosciuto     |             | ---    |

### Finale
| Posizione | Atleta          | Paese       | Tempo  |
| --------- | --------------- | ----------- | ------ |
|           | Zoltán Halmay   | Ungheria    | 1'02"8 |
|           | Charlie Daniels | Stati Uniti | ---    |
|           | Scott Leary     | Stati Uniti | ---    |
| 4         | David Gaul      | Stati Uniti | ---    |
| 5         | David Hammond   | Stati Uniti | ---    |
| 6         | Budd Goodwin    | Stati Uniti | ---    |